# Тютюн (сировина)

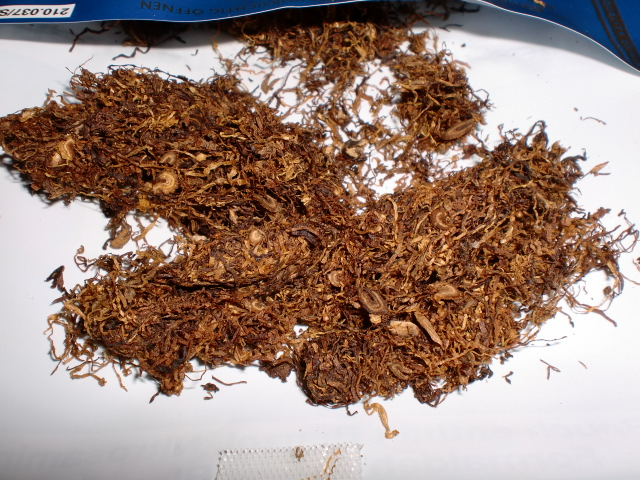
Дрібно порізаний тютюн

Тютюнова сировина — тютюнове листя, що пройшло післязбиральну обробку і призначене для виробництва тютюнових виробів.
Залежно від походження виділяють тип (сировина одного чи кількох сортотипів тютюну, що має лише йому притаманні зовнішні ознаки і курильні властивості), підтип (сировина одного сортотипу але з різних регіонів) та сорт тютюнової сировини (отримується з одного або декількох сортів тютюну, підібране за зовнішніми ознаками показників якості та їх нормами, встановленими в технічній документації). Процес перетворення сировини в кінцевий продукт має різноманітні механізми та особливості, проте в цілому сировина має пройти етапи сушки, сортування, ферментації та нарізки.

## Етимологіяназви
Українське слово тютюн запозичене з турецької мови (тур. tütün).
Згідно зі «Словником Грінченка» тютюн традиційно називався словом «табак», у той час як «тютюн» вживалося тільки щодо одного з видів тютюну — Nicotiana rustica (відомого зараз як «махорка»). Окрім того, існує розмовне слово таба́ка, яким називають нюхальний тютюн.
Слово табак проходить від фр. tabac, для європейців воно спочатку позначало і рослину і сигару, зроблену з його листя. Це слово, у свою чергу, походить від ісп. tabaco, яке у свою чергу запозичене з мови південноамериканського племені араваків і означало різновид люльки для куріння. Згодом, в іспанській мові, внаслідок семантичного переносу отримало значення «тютюн».
В португальській мові тютюн як рослину позначало слово «pétun». Ця лексема зникла з португальської літературної мови внаслідок конкуренції з іспанським словом.
Баку́н — у західнополіських говірках «рослина тютюн», у східнополіських говірках — «різновид (сорт) тютюну, Nicotiana».
Рядова назва «Нікоціана» (Nicotiana) введена Далешаном (1586) і походить від прізвища французького посла в Португалії Жана Ніко, з ким зв'язана інтродукція тютюну в Європу.

## Види тютюну
- Палильний тютюн
  - Тютюн для люльки
  - Тютюн для самокруток
  - Палильні суміші
- Нюхальний тютюн
- Жувальний тютюн
- Смоктальний тютюн

## Види тютюнової сировини

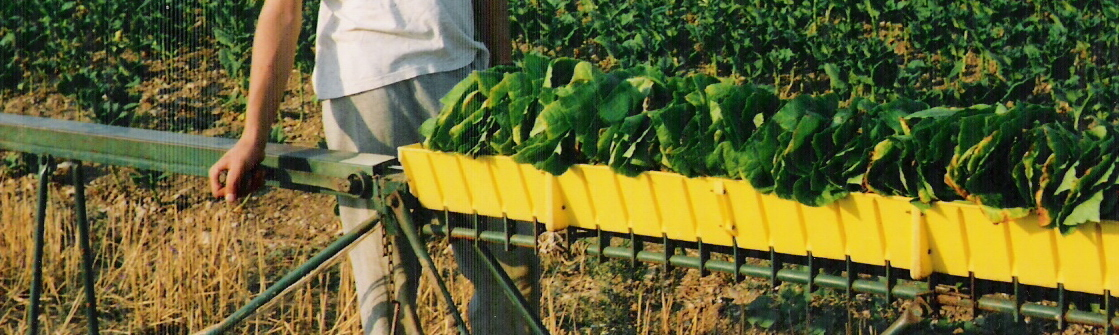
Збирання тютюну

- Неферментована тютюнова сировина — тютюнова сировина, що пройшла сушку.
- Ферментована тютюнову сировину — тютюнова сировина, що пройшла сушку і ферментацію.
- Ароматична тютюнова сировина — тютюнова сировина, дим якої має природний приємний аромат різних відтінків та інтенсивності.
- Скелетна тютюнова сировина — тютюнова сировина, дим якої має простий тютюновий аромат і повний смак.
- Смакова тютюнова сировина — тютюнова сировина, дим якої має високу міцність, хороші смакові властивості, приємний чи простий тютюновий аромат.
- Дрібнолистова тютюнова сировина — тютюнова сировина, листя якої має довжину до 20 см.
- Середньолистова тютюнова сировина — тютюнова сировина, листя якої має довжину від 20 до 50 см.
- Крупнолистова тютюнова сировина — тютюнова сировина, листя якої має довжину понад 50 см.
- Незріла тютюнова сировина — тютюнова сировина з наявністю залишків темної зелені на пластинці листа.
- Перезріла тютюнова сировина — тютюнова сировина з блідою, білястої з сіруватим відтінком забарвлення по всій пластинці листа, зниженої еластичності.
- Тютюнова сировина природного сушіння — листя тютюну висушені в природних умовах.
- Тютюнова сировина штучної сушки — листя тютюну висушені в штучних умовах.
- Тютюнова сировина комбінованої сушки — листя тютюну, висушені при різному сполученні природного і штучного тепла.
- Суха тютюнова сировина — тютюнова сировина, листя якого при стисненні в руці ламається і подрібнюється.
- Нормально волога тютюнова сировина — тютюнова сировина, листя якої після стиснення в руці набуває первинної форми.
- Підвищеної вологості тютюнова сировина — тютюнова сировина, листя якого після стиснення в руці розправляються частково або не розправляються.
- Тютюнова сировина з невідділеною головною жилкою — тютюнова сировина у вигляді цільного листя або частин листя, з яких не видалені головні жилки.
- Тютюнова сировина з видаленими жилками — тютюнова сировина, з листя якої видалені головні жилки або головні і частково бічні жилки.
- Тютюнова сировина з частково видаленою головною жилкою — тютюнова сировина, у якої відрізана нижня здерев'яніла частина головної жилки по точці «батт» («точка батт» — точка перетину головної жилки крупнолистового тютюнового листа з першою бічною жилкою).
- Стріпси — тютюнова сировина у вигляді обривків листової пластинки із залишками бічних жилок, отримане в процесі стріпсування.
- Тютюнові жилки — жилки тютюнового листку, відділені від пластинки листка в процесі стріпсування.
- Запліснявіла тютюнова сировина — тютюнова сировина з тканиною листа, пошкоджена бактеріальною чи грибковою мікрофлорою.
- Відходи виробництва тютюнової сировини — частина тютюнової сировини, що утворилася в процесі післязбиральної обробки і підлягає поверненню у виробництво після вторинної переробки — подрібнені або неподрібнені стебла рослин, головні жилки тютюнового листя після подрібнення, дрібні обривки листів і тютюновий пил.
- Тютюнова фарматура — обривки листя тютюнової сировини, що утворилися в процесі обробки, розміром менше 20 кв. см, але не проходять через сито з ґратками розміром 0,3 мм.

## Різновиди та будова тютюнового листя

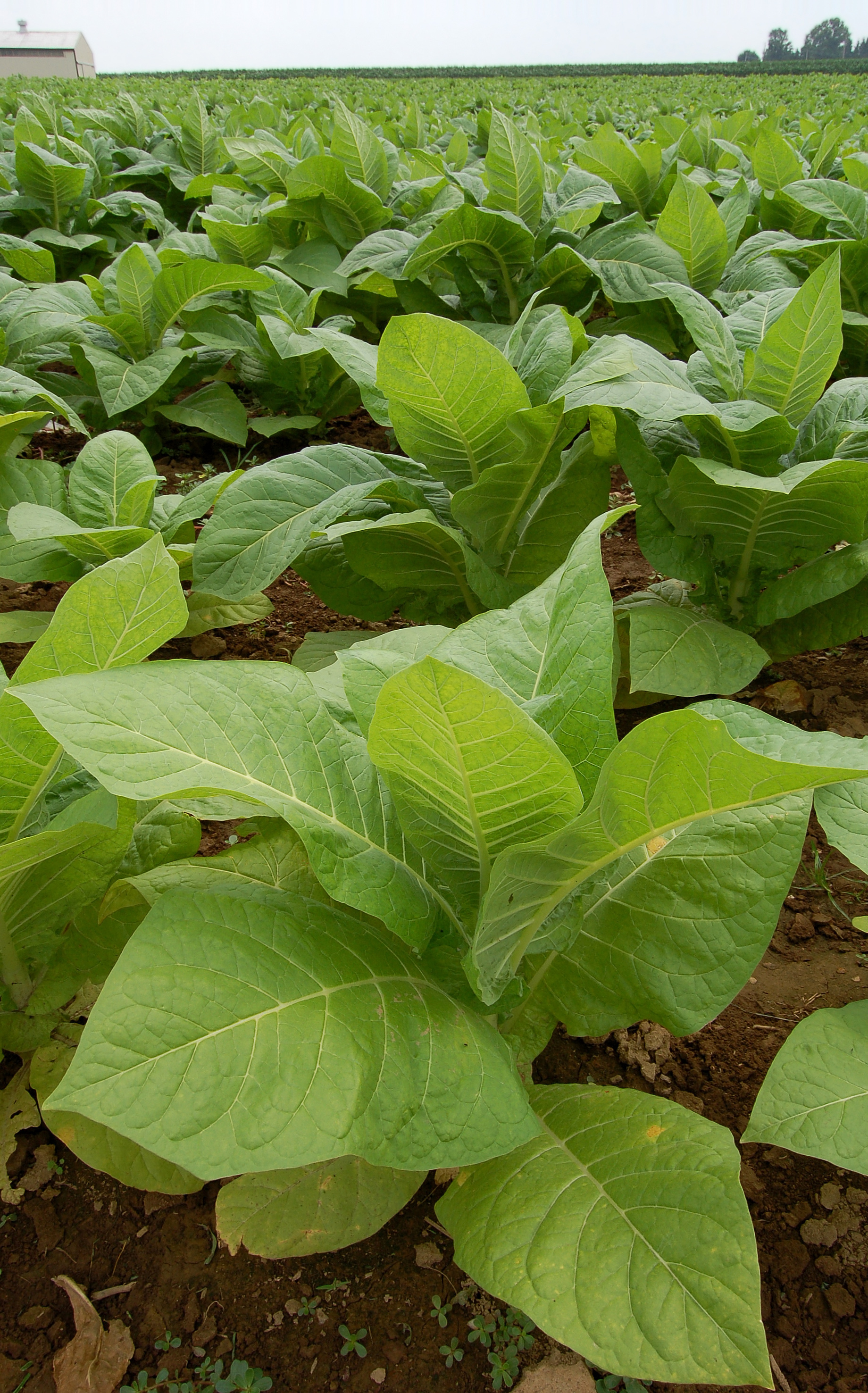
Тютюн на фермі в Пенсильванії

- Щойно зібране листя — листя тютюну відділені від стебел рослин в певному стані зрілості.
- Технічно зрілий тютюн — стан листя тютюну, що характеризується максимальним накопиченням сухої речовини і найсприятливішим поєднанням компонентів хімічного складу.
- Незріле листя — листя тютюну прибрані до настання стану технічної зрілості.
- Зріле листя — листя тютюну прибрані в стані технічної зрілості.
- Перезріле листя — листя тютюну, які були прибрані після настання стану технічної зрілості.
- Ашлак — перезрілі листя тютюну, що висохли на стеблі в полі та відрізняються малою матеріальністю і крихкістю тканини пластини аркуша.
- Газель — листя тютюну, що були пошкоджені морозом у полі.
- Філічі — листя тютюну, що виросли на бічних пагонах рослин після збору основного врожаю.
- Ломка тютюну — листя одного або декількох ярусів тютюнової рослини, одночасно дозрілі і відокремлені від стебла, близькі за хімічним складом і властивостями.

Морфологічні ознаки тютюну — ознаки, що характеризують будову і форму тютюнового аркушу:
- Розмір аркуша — загальне вимір листа — великий, середній або дрібний.
- Довжина листа — відстань від верхівки до основи листа.
- Ширина листа — найкоротша відстань між протилежними краями аркуша в самій широкій його частині.
- Пластинка листка — сукупність листової тканини і провідної системи жилок.
- Структура поверхні пластинки листка — гладкість або шорсткість пластинки листка.
- Форма листа — форма пластинки листка, підстави і придатків підстави, ступінь загостреності верхівки.
- Діаметральне співвідношення — відношення довжини листа до його максимальної ширини.
- Центральна відстань — відстань між точкою прикріплення черешка до аркушу і перпендикуляром до центральної жилки, проведений через найширшу частину листа.
- Коефіцієнт овальності — співвідношення довжини листа і центральної відстані.
- Верхівковий кут — кут між двома дотичними, спрямованими від верхівки аркуша до його країв.
- Товщина листа — відстань між верхньою і нижньою поверхнями платівки листа, виміряний при стандартних умовах.
- Черешок тютюнового аркуша — звужена частина аркуша, що з'єднує пластинку листа зі стеблом рослини.
- Черешковий лист — лист тютюну, що приєднується до стебла черешком, який служить початком головної жилки і може мати вузьке чи широке окрилення.
- Сидячий лист — лист тютюну, що приєднується до стебла безпосередньо підставкою.
- Головна жилка — жилка, розташована посередині тютюнового аркуша.
- Жилкування аркуша — співвідношення маси головної жилки і маси аркуша.
- Товщина головної жилки — відстань між верхньою і нижньою поверхнями головної жилки, вимірюване біля основи пластинки листка.
- Вологоутримання тютюнової сировини — кількість води екстрагована зі зразка тютюну згідно з нормативним документом.
- Вологість тютюнової сировини — масова частка вологи в тютюновій сировині.
- Гігроскопічність тютюнової сировини — здатність тютюнової сировини поглинати або віддавати вологу залежно від умов навколишнього середовища.
- Вологоємність тютюнової сировини — кількість вологи, що поглинається тютюновим сировиною за певний інтервал часу при певних умовах навколишнього середовища.

## Обробка та пакування тютюнового листя

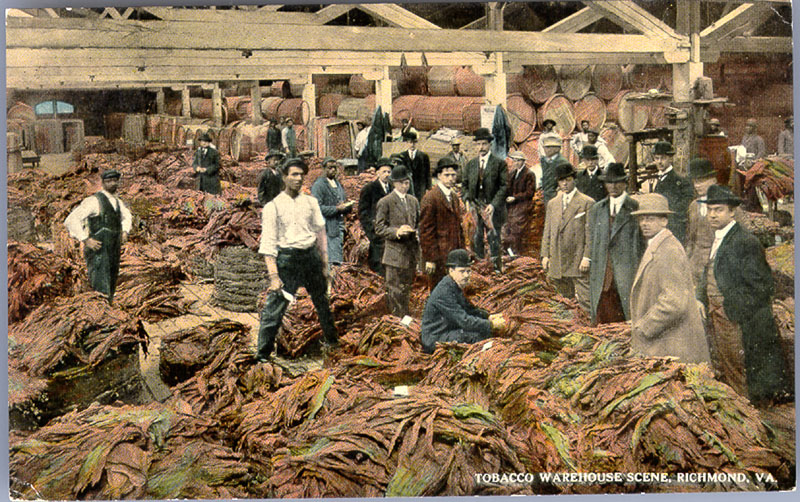
Продаж тютюну в США у 1918 році

Види обробки:
- Стосова обробка — обробка тютюнової сировини, при якій розгладжені відсортовані листя укладають один на іншій в пучки черешками в одну сторону для подальшої орієнтованої упаковки в тюк.
- Обробка розгладженим листям — обробка тютюнової сировини, при якій розгладжені відсортовані листя укладають один на іншій в пучки для подальшої упаковки в кіпи в неорієнтованому вигляді.
- Обробка нерозгладженим листям — обробка тютюнової сировини, при якій нерозгладжене відсортоване листя укладають в тюк або запресовують в стос.
- Обробка басмою — обробка тютюнової сировини, при якій розгладжені відсортовані листя укладають черешками в одну сторону в пачки так, що головна жилка наступного листа розміщена поруч з жилкою попереднього листа.
- Обробка в папуші — обробка тютюнової сировини, при якій розгладжені і відсортовані листя укладають один на іншій в пучки і пов'язують біля черешка.

Види пакування:
- Тютюнова кіпа — маса спресованого тютюнового листя, має прямокутну форму, різні розміри і певну кількість шарів, обшита пакувальним матеріалом.
- Тютюновий тюк — сформована маса підпресованого тютюнового листя з накладеними тюковочними палицями або обшита рядном, має певні розміри в залежності від сортотипу тютюну.
- Пакування в тюк — укладання листя тютюнової сировини в тюковочний ящик черешками назовні так, щоб пучки листя перекривали один одного не більше ніж на половину і не менш ніж на одну третину довжини листа.
- Пакування в стос — укладання ручним або механізованим способом нерозгладжених або розгладженого листя тютюнової сировини розсипом невеликими порціями в довільних напрямках в багатошарову кіпу.

## Оцінювання якості тютюнового листя
Оцінювання відбувається по зовнішніх і механічних властивостях.
- Зовнішні ознаки тютюнової сировини — показники якості сировини, що визначаються органолептичними шляхом. До показників якості відносять колір, підпарку при сушінні, пошкодження від хвороб і шкідників, механічні пошкодження.
- Механічні властивості включають в себе:
  - Об'ємна маса тютюнового аркуша — маса одиниці об'єму тютюнового аркуша.
  - Пористість тютюнового аркуша — структура тютюнового аркушу, обумовлена його клітинною будовою — об'ємом клітин і внутрішніх міжклітинних просторів.
  - Питомий об'єм тютюнового аркуша — обсяг, займаний одиницею маси тютюнового аркуша.
  - Еластичність тканини — здатність тканини тютюнового аркуша розтягуватися без розриву і відновлювати первісну форму після розтягування.
  - Матеріальність тканини аркуша — маса одиниці площі тютюнового листя.
  - Міцність тканини аркуша — здатність тютюнової тканини протистояти розриву при механічному впливі.
  - Горючість тютюнового аркуша — здатність підпаленого тютюнового листа до тлінню за певних умов.
  - Кисневий показник тютюнової сировини — показник, що характеризує здатність тютюнової сировини поглинати кисень повітря при певних умовах.
  - Запашність тютюнової сировини — специфічний запах листя тютюнової сировини.
  - Суха речовина тютюну — маса речовин, що входять до складу тютюну, за винятком води.
  - Втрати сухої речовини — зниження вмісту сухої речовини в процесі виробництва тютюнової сировини.

## Види пошкоджень тютюнової сировини

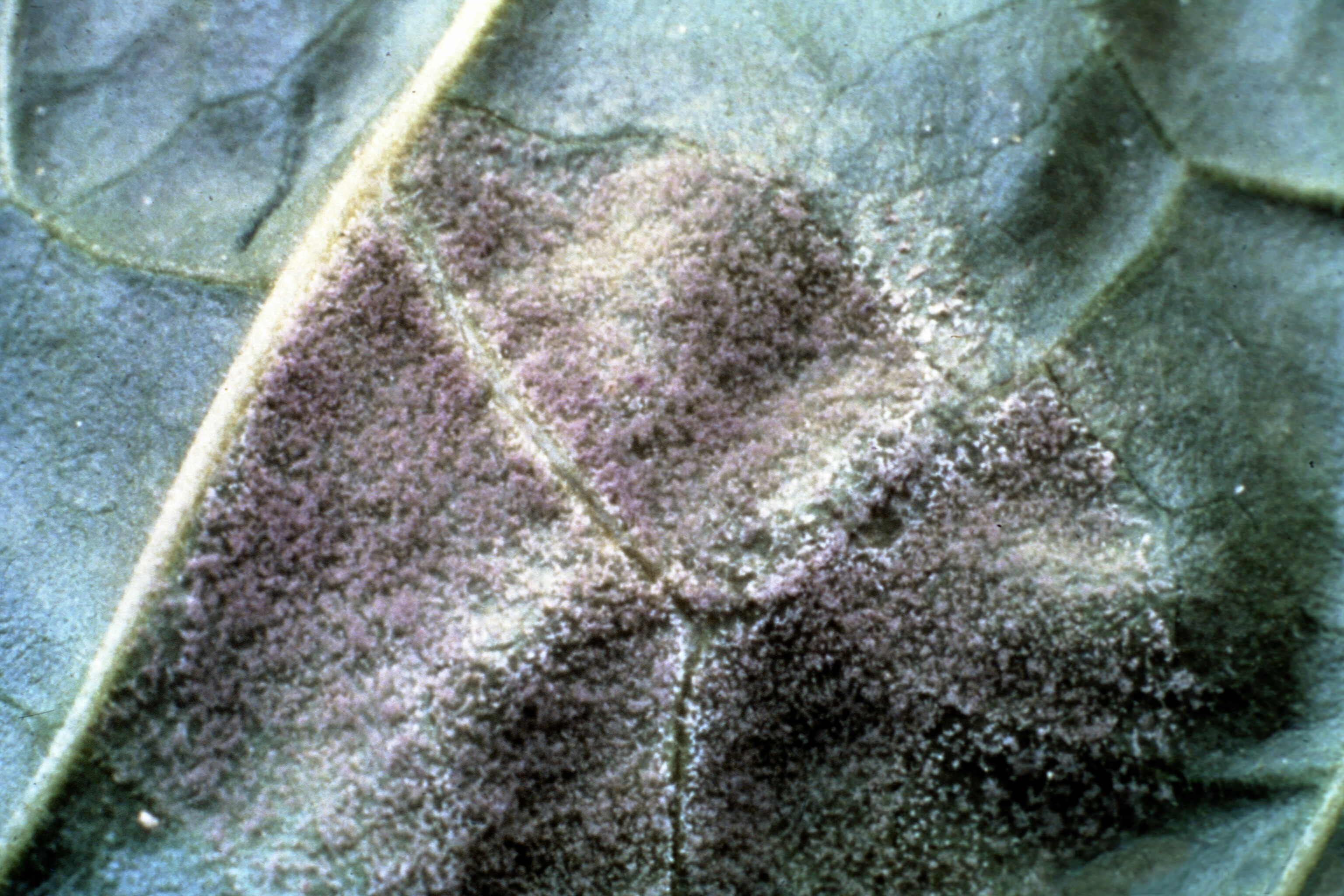
Листя тютюну уражене пероноспорозом

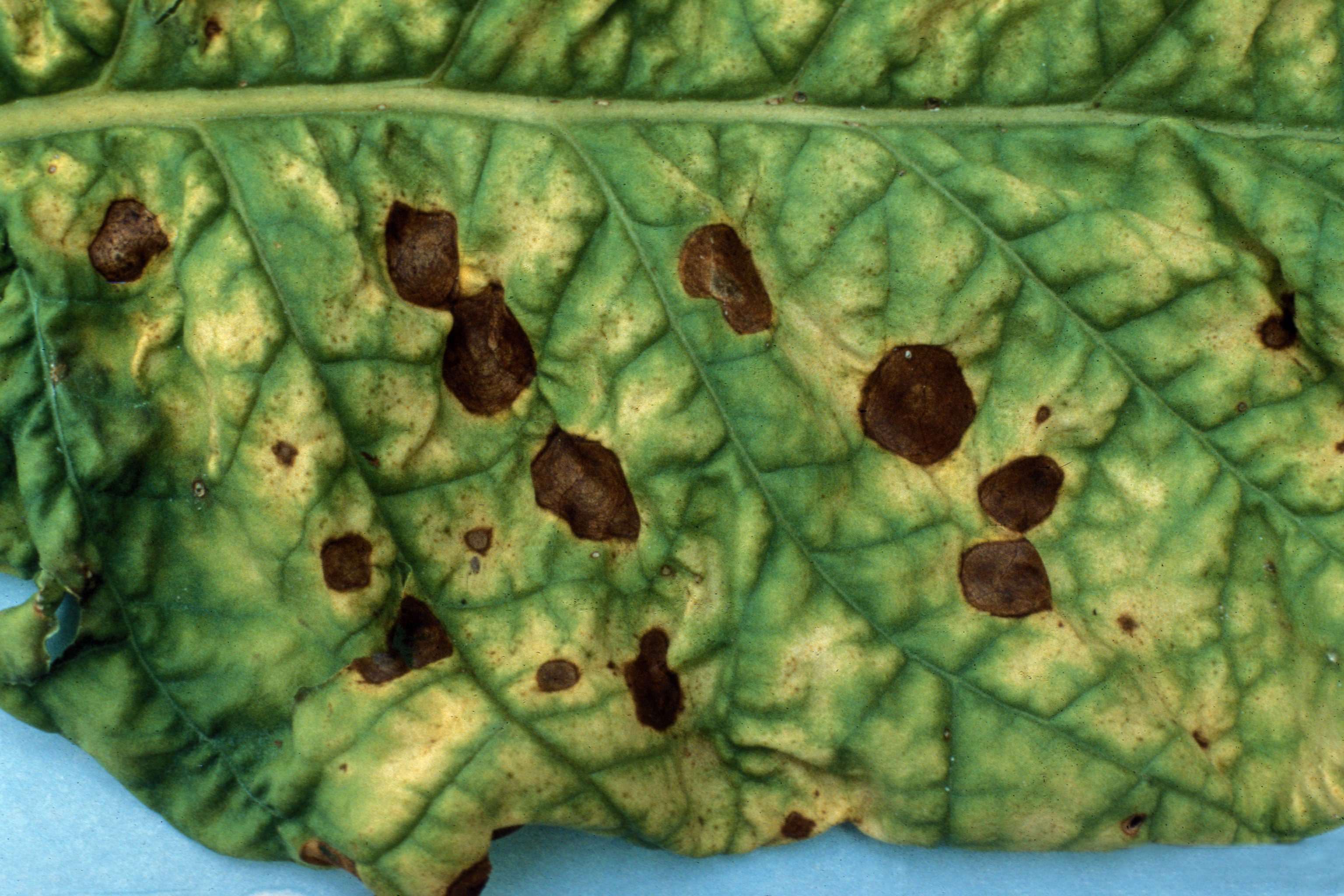
Листя тютюну уражене алтернарією

- Підпарка листя — пошкодження тютюнового листя, що характеризуються наявністю коричневих з відтінками ділянок тканини, що виділяються на основному фоні забарвлення і володіють зниженою міцністю.
- Горіле листя — листя, що характеризуються крихкістю тканини і потемнінням частини листової пластинки.
- Пошкодження від хвороб тютюну — пошкодження, що з'являються при несприятливих погодних і ґрунтових умовах, при нестачі або надлишку в ґрунті поживних речовин або викликаються збудниками — вірусами, грибами і бактеріями, що залишають видимі відмітки на платівці листа.
- Пошкодження від шкідників тютюну — пошкодження листової пластинки тютюну від діяльності шкідників — трипса, тютюнової попелиці, тютюнової молі, тютюнового жука.
- Плямисті хвороби тютюнової сировини — пошкодження, які характеризуються наявністю плям різного кольору і форми, поширених по частині або по всій пластинці листа.
- Ураження борошнистою росою — ушкодження листя тютюну, що характеризується в тютюновому сировину наявністю білого порошкоподібного нальоту на платівці і побурінням в місцях пошкодження.
- Ураження пероноспорозом — ушкодження листя тютюну, що характеризується наявністю плям сріблястого, світло-коричневого, коричневого і оливкового кольору, з тонкою, крихкою тканиною.
- Ураження бактеріальною рябухою — ушкодження листя тютюну, що характеризується наявністю плям, зазвичай округлої форми, різної величини і кольору від світло-бурого до темно-коричневого.
- Ураження пестрицею — ушкодження листя тютюну, що характеризується наявністю дрібних білих або жовтих крапок, плям, на жилках — темною облямівкою.
- Ураження тютюновою мозаїкою — ушкодження листя тютюну, що характеризується просвічуванням листя уздовж головної і бічних жилок.
- Ураження мокрим монтарем — ушкодження листя тютюну, що характеризується підвищеною вологістю, товстою і рихлою тканиною.
- Ураження крапчастою зеленню — ушкодження листя тютюну, що характеризується наявністю темно-зелених цяток точкового характеру, які часто зливаються в плями.
- Пошкодження трипсом — ушкодження листя тютюну, що характеризується наявністю білястий розлучень і витонченої тканини, головним чином, уздовж жилок.
- Одностороннє пошкодження трипсом — пошкодження одного боку листя тютюну, що характеризується наявністю смужок білясті-сріблястого або сірого кольору, частіше вздовж жилок.
- Двостороннє пошкодження трипсом — пошкодження обох сторін листя тютюну з порушенням структури тканини, що характеризується наявністю плям червоно-коричневого або бурого кольору.
- Ураження попелицею — ушкодження листя тютюну, що характеризується наявністю липкого нальоту і залишків попелиці, частіше на нижній стороні листя.
- Засміченість тютюнової сировини — наявність сторонніх домішок в тютюновому сировину.
- Сторонні домішки тютюнової сировини — чужорідні домішки, які не відносяться до тютюнового сировині (пісок, земля, солома, мотузки, каміння, бур'яни).
- Нестандартні тютюнове листя — листя, непридатні для використання (морожені, плісняві, пріле, гниле листя і листя зі стороннім запахом).
- Механічні ушкодження — пошкодження тютюнового листя у вигляді відірваної частини аркуша, тріщин тканини і пробоїн градом.

## Сушка тютюну

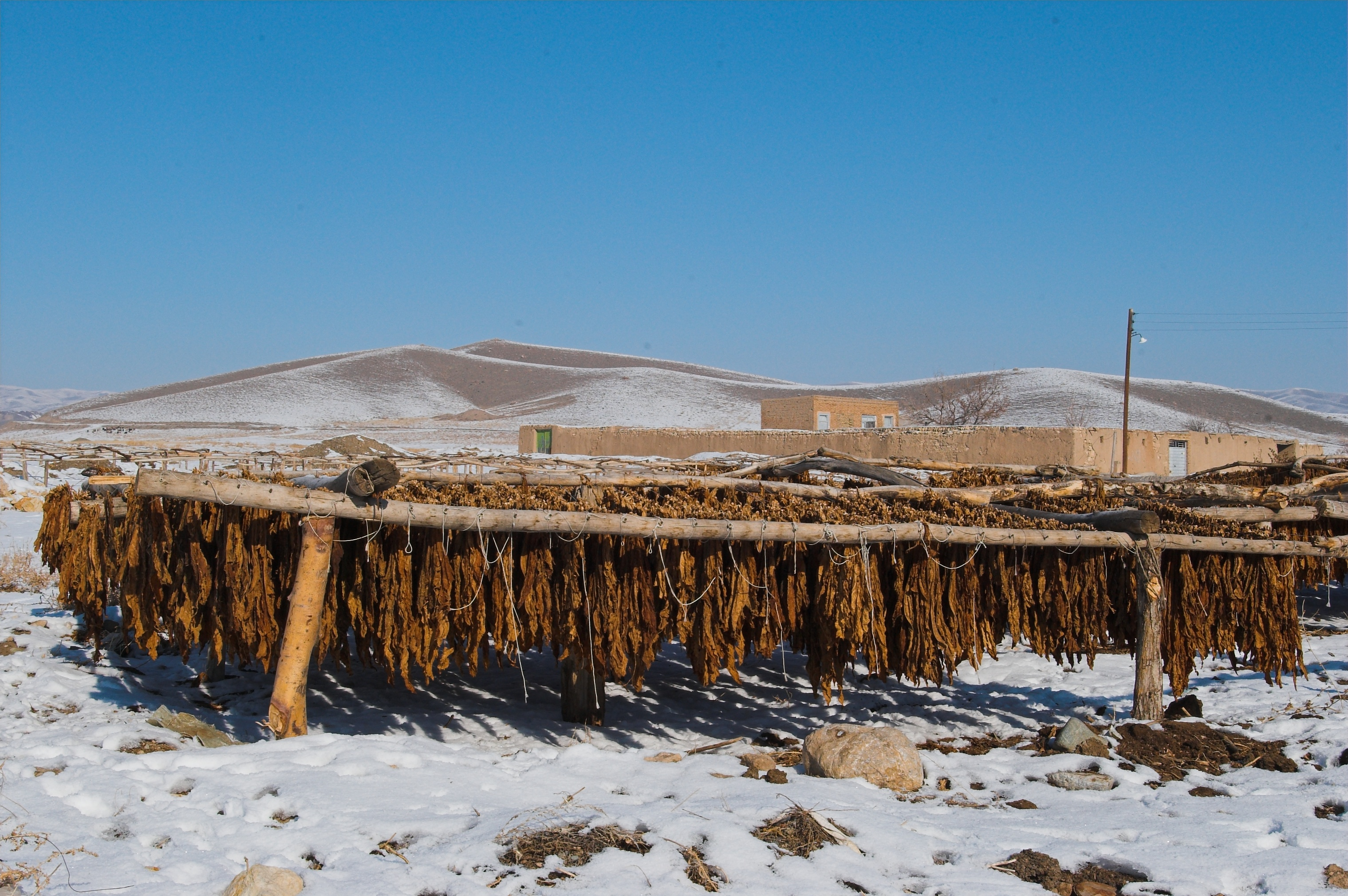
Сонячна сушка тютюну в Ірані

Один з загальних етапів обробки тютюнової сировини, який проте має особливості для кожного з видів тютюнових виробів. Усього виділяють чотири типи (повітряна та сонячна — природні; вогняна та трубовогняна — штучні):
- Повітряна сушка (англ. air-cured) — тютюн сушиться в добре провітрюваних приміщеннях, що захищають від впливу вітру та сонячних променів. Зазвичай даний тип сушки займає 6-8 тижнів. Тютюн, що сушиться таким способом має низький рівень цукрів та високий рівень нікотину. Зазвичай даний метод застосовують для сушки сигарних тютюнів.
- Вогняна сушка (англ. fire-cured) — тютюн сушиться на низькому полум'ї, внаслідок чого набуває характерного димного запаху та смаку. Даний тип сушки триває 3-7 тижнів. Місить мало цукрів та багато нікотину. Листя після сушки набуває світло-жовтого забарвлення.
- Димова, трубовогняна сушка (англ. flue-cured) — тютюн сушиться в приміщенні, в яке подається гаряче повітря (без диму). Тютюн після такого методу обробки містить багато цукрів та мало нікотину.
- Сонячна сушка (англ. sun-cured) — тютюн спочатку сушиться на сонячному світлі, а потім досушується в тіні. Використовують даний метод для сушки орієнтальних сортів тютюну. Листя тютюну при такому методі сушки перетворюється з зеленого в жовто-помаранчевий (райони з сухим кліматом) або червоно-коричневий колір (вологі райони).

## Ферментація тютюну

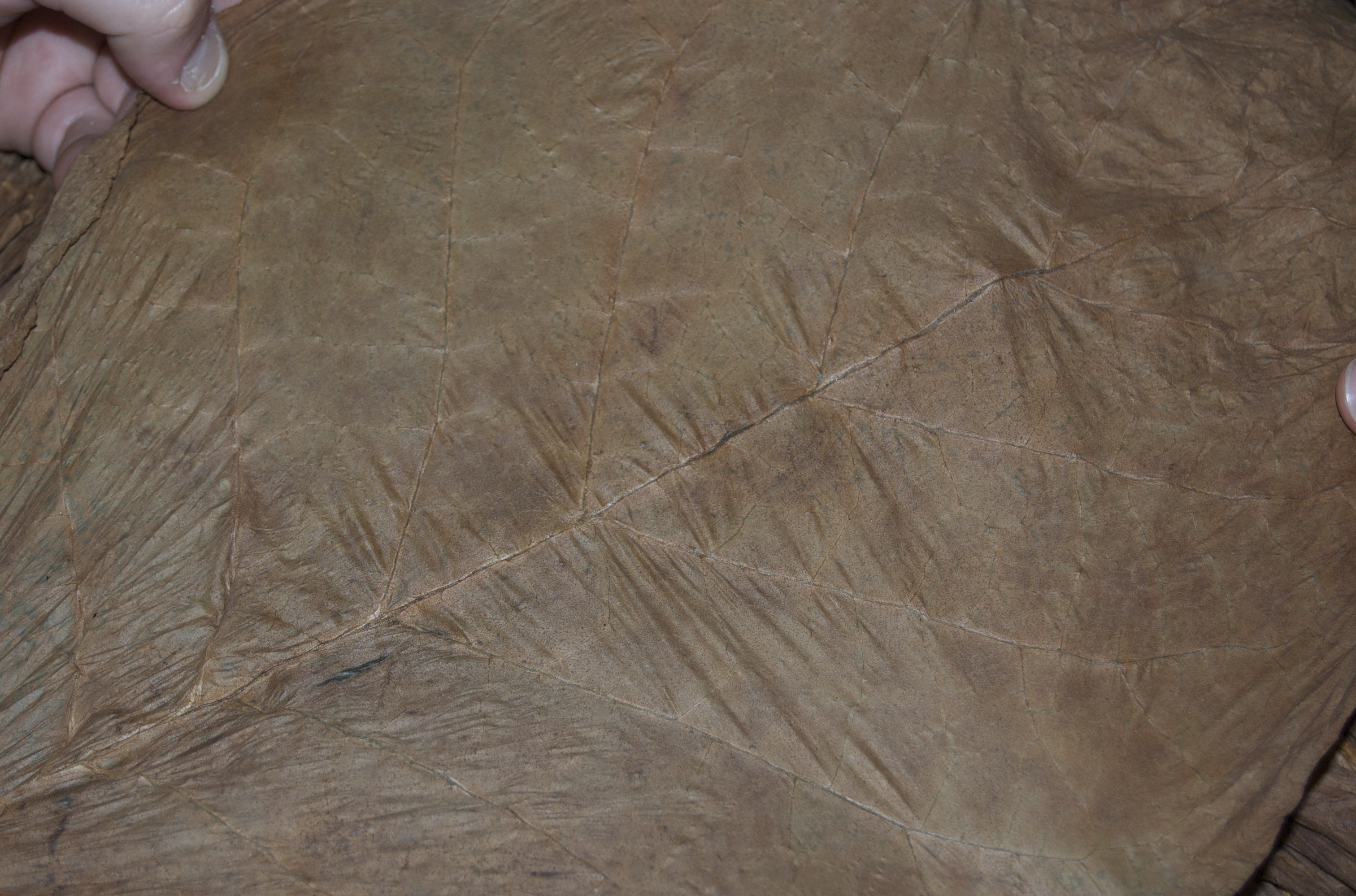
Лист тютюну після ферментації

Ферментація тютюнової сировини — це біохімічні, хімічні та тепло-фізичні процеси, спрямовані на поліпшення якості тютюнової сировини та підвищення його стійкості до пліснявіння при зберіганні. Під час ферментації змінюється хімічний склад тютюну: зменшується кількість смол, органічні речовини перетворюються в інші органічні та неорганічні речовини і таким чином змінюється аромат та смак листя. Поділяється на природну та штучну, які в цілому полягають у створенні необхідних теплових та вологісних умов для утворення кінцевого продукту ферментації, який оцінюється за лабораторними (кисневий показник) і об'єктивними показниками (колір, запашність, еластичність тютюнової сировини).

## Різновиди тютюну

### Virginia
Це найпопулярніший тютюн, на основі якого робиться більшість сумішей. Займає він відсотків 70, плюс-мінус, всього тютюнового виробництва. Назва даного тютюну, запозичили у колишньої британської колонії, заснував яку сер Уолтер Райлі.

## Країни виробники тютюну
Дані організації англ. Food and Agriculture Organization of the United Nations за 2005 рік:
| Країна виробник              | Виробництво млн тонн |
| ---------------------------- | -------------------- |
| Китайська Народна Республіка | 2,64                 |
| Індія                        | 0,64                 |
| Бразилія                     | 0,55                 |
| США                          | 0,47                 |
| Європейський союз            | 0,31                 |
| Туреччина                    | 0,23                 |
| Зімбабве                     | 0,22                 |
| Індонезія                    | 0,14                 |
| Малаві                       | 0,12                 |
| Росія                        | 0,09                 |

Деякі провідні країни-експортери тютюну зараховані до переліку держав, у яких використовується дитяча праця в тютюнових господарствах.

## Історія поширення тютюну
Історичною Батьківщиною тютюну є Північна і Південна Америки.
В 1492 році під час експедиції до Америки Христофор Колумб висадившись на острові Гаунангані, названому ними (першовідкривачами) Сан-Сальвадор, побачив тютюн. Першовідкривачі з подивом спостерігали, як місцеві жителі втягували в себе дим із тліючих листків якоїсь рослини, а також — як жують і проковтують його. Колумб привіз тютюн до іспанського королівського двору, де рослину довгий час вирощували як декоративну.
Лише у середині XVI століття особистий лікар короля Іспанії Філіпа ІІ почав рекламувати рослину як універсальні ліки.
До 1600 року в американських колоніях Іспанії з'явилися комерційні плантації тютюну. У 1612 році Джон Ролф зібрав перший свій урожай в англійській колонії Джеймстаун (Вірджинія), після чого країнами, в які він завозився з цих плантацій був охрещений вірджинський. Менш, ніж через 10 років тютюн став однією з головних статей віргінського експорту і навіть використовувався колоністами як своєрідна валюта при обмінній торгівлі.
В 1556 році тютюн був привезений до Франції монахом Андре Теве. Андре в околицях свого міста Ангулем засіяв плантацію тютюну. Згодом цю рослину називали «ангулемською травою». Жан Ніко запропонував французькій королеві Катерині Медичі тютюн як лікарський засіб від головного болю (саме звідси виникло слово «нікотин»).

### На українських територіях
На території України тютюн відомий ще з козацьких часів.
У 1717 році з указу Петра І збудовано в Охтирці (Харківщина) першу в Україні (і в Російській Імперії) тютюнову фабрику, що мала плантації найкращих сортів тютюну (50 га).
В Україні площа під тютюном і махоркою постійно зростала: з 550 га у 1727 до 22 000 га у 1860. Це були переважно плантації садиб великих землевласників, але тютюн плекали також на своїх плантаціях селяни, козаки, купці.
У 1911 посівна площа в 9 українських губерніях зросла до 28 490 га; у 1913 зменшилася до 24700 га (у тому числі 8 600 припадало на тютюн, 16 100 на махорку), що становило 44 % площі під тютюном у Російській імперії.
У 1920—1930-х роках посівні площі під тютюном і махоркою значно зросли; з 1950-х років площа під тютюном не зазнала значних змін, натомість зменшилася площа під махоркою (її перестали курити). Зміни посівної площі в УРСР подано у таблиці (у тис. га):
|         | 1913 | 1940 | 1950 | 1960 | 1970 |
| тютюн   | 8,6  | 22,3 | 21,1 | 25,6 | 24,8 |
| махорка | 16,1 | 39,5 | 35,9 | 16,7 | 2,2  |

У 1950-х роках площа тютюну в УРСР становила до 30 % загальносоюзної. Валовий збір тютюну в УРСР становив 1970 23 тис. т, махорки — 2,3 тис. т; урожай 9,3 і 10,6 центнерів з га.
Основні посівні площі тютюну розміщені на Поділлі (зокрема в Тернопільській і Хмельницькій областях), на Покутті, у Криму і на Закарпатті, а також на Кубані й чорноморському узбережжі Кавказу.
У СРСР були поширені сорти тютюну: трапезонд, великолистий, самсун, дюбек, американ.

## Тютюн у культурі

### Мовні звороти
- Пропасти ні за понюшку (понюх) табаки (тютюну) — пропасти даремно[15][16].
- Темний (сліпий), як табака в розі — неосвічений, некультурний[4].
- Зім'яти (стерти) на табаку — жорстоко розправитися, знищити[4].
- Діло табак (діло тютюном пахне) — погана справа, скрутне становище[17]. Походження цього фразеологізму остаточно не з'ясоване[18].